# Samba d'Or

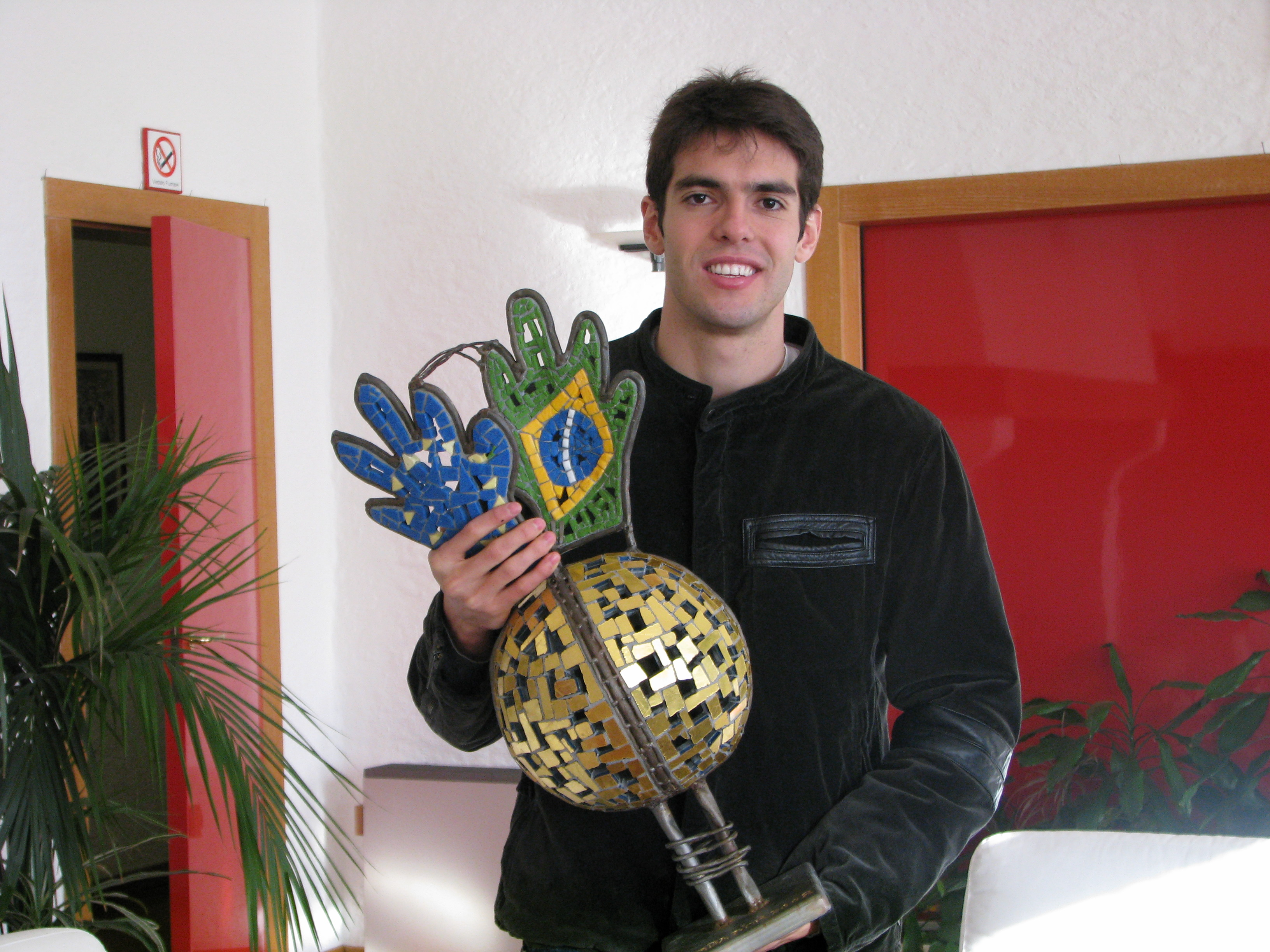
Kaka cu Samba d'Or la Milano

Samba d'Or este o răsplată acordată celor mai buni fotbaliști brazilieni, care evoluează în Europa, de către asociația Sambafoot. Premiul inaugural a avut loc în 2008.
Premiul Samba este hotărât de 3 foruri; unul este asociația Sambafoot, al doilea foști fotbaliști iar al treilea voturile de pe internet. Au fost 30 de nominalizări. Votarea a fost între 1-30 decembrie 2008. În 2008, câștigătorul a fost mijlocașul lui AC Milan, Kaka. Robinho și Luis Fabiano au ocupat locurile 2 și 3. Kaka a obținut 25% din voturi, Robinho14% și Luis Fabiano13%.